# Progressione del record italiano dei 200 m stile libero

## Vasca lunga (50 m)

### Uomini
| #  | Tempo   | +               | Atleta                    | Squadra                    | Data              | Evento                       | Luogo                         | Ref |
| -- | ------- | --------------- | ------------------------- | -------------------------- | ----------------- | ---------------------------- | ----------------------------- | --- |
| 1  | 2'24"40 |                 | Paolo Costoli             |                            | 1929              |                              | Nizza, Francia                |     |
| 2  | 2'16"40 |                 | Alfonso Buoncore          |                            | 1950              |                              | Napoli, Italia                |     |
| 3  | 2'14"20 |                 | Angelo Romani             |                            | 1952              |                              | Pesaro, Italia                |     |
| 4  | 2'13"20 |                 | Angelo Romani             |                            | 1953              |                              | Pesaro, Italia                |     |
| 5  | 2'09"60 |                 | Angelo Romani             |                            | 1954              |                              | Torino, Italia                |     |
| 6  | 2'09"00 |                 | Angelo Romani             |                            | 1956              |                              | Roma, Italia                  |     |
| 7  | 2'08"30 |                 | Paolo Pucci               |                            | 1958              |                              | Torino, Italia                |     |
| 8  | 2'07"30 |                 | Fritz Dennerlein          |                            | 1960              |                              | Amburgo, Germania Ovest       |     |
| 9  | 2'06"10 |                 | Fritz Dennerlein          |                            | 1961              |                              | Torino, Italia                |     |
| 10 | 2'05"40 |                 | Giovanni Orlando          |                            | 1962              |                              | Roma, Italia                  |     |
| 11 | 2'04"00 |                 | Bruno Bianchi (nuotatore) |                            | 1964              |                              | Sanremo, Italia               |     |
| 12 | 2'03"40 |                 | Sergio De Gregorio        | Nazionale                  | 1964              |                              | Tokyo, Giappone               |     |
| 13 | 2'01"10 |                 | Sergio De Gregorio        |                            | 1965              |                              | Milano, Italia                |     |
| 14 | 2'01"10 |                 | Fabrizio Nardini          | Nazionale                  | 1970              |                              | Barcellona, Spagna            |     |
| 15 | 2'01"00 |                 | Lorenzo Marugo            |                            | 1972              |                              | Torino, Italia                |     |
| 16 | 1'59"40 |                 | Arnaldo Cinquetti         | Nazionale                  | 1973              |                              | Bratislava, Cecoslovacchia    |     |
| 17 | 1'59"00 |                 | Arnaldo Cinquetti         | Gruppo Sportivo Fiamme Oro | 1973              |                              | Torino, Italia                |     |
| 18 | 1'58"40 |                 | Arnaldo Cinquetti         | Nazionale                  | 1973              |                              | Belgrado, Yugoslavia          |     |
| 19 | 1'55"80 |                 | Marcello Guarducci        | Nazionale                  | 5 aprile 1975     | Coppa latina                 | Las Palmas, Spagna            |     |
| 20 | 1'54"70 |                 | Marcello Guarducci        | Nazionale                  | 1976              |                              | Acapulco, Messico             |     |
| 21 | 1'53"72 |                 | Marcello Guarducci        | Nazionale                  | 1976              | Giochi Olimpici              | Montreal, Canada              |     |
| 22 | 1'52"35 |                 | Marcello Guarducci        | Nazionale                  | 1977              |                              | Jönköping, Svezia             |     |
| 24 | 1'52"23 |                 | Marcello Guarducci        | Nazionale                  | 1978              | Campionati mondiali          | Berlino Ovest, Germania Ovest |     |
| 25 | 1'51"85 |                 | Fabrizio Rampazzo         | Nuoto 2000 Padova          | 1978              |                              | Torino, Italia                |     |
| 26 | 1'51"47 |                 | Paolo Revelli             | Nuoto Club Verona          | 1983              |                              | Roma, Italia                  |     |
| 27 | 1'51"25 |                 | Paolo Revelli             | Nuoto Club Verona          | 1983              |                              | Roma, Italia                  |     |
| 28 | 1'50"31 |                 | Giorgio Lamberti          | Nazionale                  | 2 maggio 1987     |                              | Buenos Aires, Argentina       |     |
| 29 | 1'50"01 |                 | Giorgio Lamberti          | Nazionale                  | 1987              |                              | Buenos Aires, Argentina       |     |
| 30 | 1'49"08 |                 | Giorgio Lamberti          | Leonessa Brescia           | 1987              |                              | Catania, Italia               |     |
| 31 | 1'48"68 |                 | Giorgio Lamberti          | Nazionale                  | 1987              | Campionati europei           | Strasburgo, Francia           |     |
| 32 | 1'48"20 |                 | Giorgio Lamberti          | Nazionale                  | 1988              |                              | Berlino Est, Germania Est     |     |
| 33 | 1'47"90 |                 | Giorgio Lamberti          | Leonessa Brescia           | 1988              |                              | Firenze, Italia               |     |
| 34 | 1'46"69 | Record mondiale | Giorgio Lamberti          | Nazionale                  | 15 agosto 1989    | Campionati europei           | Bonn, Germania                |     |
| 35 | 1'46"60 |                 | Massimiliano Rosolino     | Nazionale                  | 17 settembre 2000 | Giochi Olimpici              | Sydney, Australia             |     |
| 36 | 1'46"33 |                 | Marco Belotti             | Canottieri Aniene          | 5 marzo 2009      | Campionati Italiani          | Pescara, Italia               |     |
| 37 | 1'46"29 |                 | Emiliano Brembilla        | Nazionale                  | 31 luglio 2009    | Campionati mondiali          | Roma, Italia                  |     |
| 38 | 1'45"76 |                 | Filippo Megli             | Nazionale                  | 22 luglio 2019    | Campionati mondiali          | Gwangju, Corea del Sud        |     |
| 39 | 1'45"67 |                 | Filippo Megli             | Nazionale                  | 23 luglio 2019    | Campionati mondiali          | Gwangju, Corea del Sud        |     |
| 40 | 1'45"23 |                 | Carlos D'Ambrosio         | Nazionale                  | 28 luglio 2025    | Campionati mondiali          | Singapore, Singapore          | sf  |
| 41 | 1'45"15 |                 | Carlos D'Ambrosio         | Nazionale                  | 20 agosto 2025    | Campionati mondiali juniores | Otopeni, Ungheria             |     |

Legenda: Ref - Referto della gara;
Record non ottenuti in finale: (b) - batteria; (sf) - semifinale; (s) - staffetta prima frazione.

### Donne
| #  | Tempo   | +               | Atleta               | Squadra                   | Data           | Evento              | Luogo                         | Ref |
| -- | ------- | --------------- | -------------------- | ------------------------- | -------------- | ------------------- | ----------------------------- | --- |
| 1  | 3'23"40 |                 | Nerina Bravin        | Giordana Genova           | 1927           |                     | Bologna, Italia               |     |
| 2  | 2'58"20 |                 | Ines Sulligi         | Giordana Genova           | 1933           |                     | Bologna, Italia               |     |
| 3  | 2'53"60 |                 | Narcisa Foscari      | Giordana Genova           |                |                     | Sanremo, Italia               |     |
| 4  | 2'51"00 |                 | Mira Kratochwila     | Giordana Genova           | 1938           |                     | Merano, Italia                |     |
| 5  | 2'50"70 |                 | Mira Kratochwila     | Giordana Genova           | 1938           |                     | Sanremo, Italia               |     |
| 6  | 2'50"40 |                 | Mira Kratochwila     | Giordana Genova           | 1939           |                     | Genova, Italia                |     |
| 7  | 2'50"70 |                 | Bianca Lokar         | Triestina Nuoto           | 1939           |                     | Trieste, Italia               |     |
| 8  | 2'50"70 |                 | M. Santoro           | Rari Nantes Trento        | 1939           |                     | Torino, Italia                |     |
| 9  | 2'42"30 |                 | Romana Calligaris    | Rari Nantes Napoli        | 1949           |                     | Spalato, Jugoslavia           |     |
| 10 | 2'38"70 |                 | Romana Calligaris    | Rari Nantes Napoli        | 1950           |                     | Milano, Italia                |     |
| 11 | 2'38"70 |                 | Romana Calligaris    | Rari Nantes Napoli        | 1950           |                     | Genova, Italia                |     |
| 12 | 2'36"50 |                 | Sandra Valle         | Rari Nantes Napoli        | 1956           |                     | Genova, Italia                |     |
| 13 | 2'38"70 |                 | Sandra Valle         | Rari Nantes Napoli        | 1957           |                     | Roma, Italia                  |     |
| 14 | 2'35"80 |                 | Velleda Veschi       |                           | 1958           |                     | Milano, Italia                |     |
| 15 | 2'30"90 |                 | Paola Saini          | Nuoto Club Milano         | 1959           |                     | Roma, Italia                  |     |
| 16 | 2'29"90 |                 | Paola Saini          | Nuoto Club Milano         | 1960           |                     | Roma, Italia                  |     |
| 17 | 2'29"40 |                 | Paola Saini          | Nuoto Club Milano         | 1959           |                     | Roma, Italia                  |     |
| 18 | 2'28"20 |                 | Paola Saini          | Nuoto Club Milano         | 1960           |                     | Spalato, Jugoslavia           |     |
| 19 | 2'26"60 |                 | Paola Saini          | Nuoto Club Milano         | 1961           |                     | Roma, Italia                  |     |
| 20 | 2'26"50 |                 | Paola Saini          | Nuoto Club Milano         | 1961           |                     | Roma, Italia                  |     |
| 21 | 2'22"70 |                 | Paola Saini          | Nuoto Club Milano         | 1961           |                     | Roma, Italia                  |     |
| 22 | 2'18"80 |                 | Daniela Beneck       | Nuoto Club Milano         | 1964           |                     | Roma, Italia                  |     |
| 23 | 2'18"00 |                 | Daniela Beneck       | Nuoto Club Milano         | 1965           |                     | Roma, Italia                  |     |
| 24 | 2'17"50 |                 | Mara Sacchi          | Nazionale                 | 1968           |                     | Malaga,Spagna                 |     |
| 25 | 2'17"40 |                 | Novella Calligaris   | Nazionale                 | 1969           |                     | Belgrado, Jugoslavia          |     |
| 26 | 2'16"30 |                 | Novella Calligaris   | Rari Nantes Patavium 1905 | 1969           |                     | Roma, Italia                  |     |
| 27 | 2'13"00 |                 | Novella Calligaris   | Nazionale                 | 1970           |                     | Parigi, Francia               |     |
| 28 | 2'12"60 |                 | Novella Calligaris   | Nazionale                 | 1971           |                     | Berlino Ovest, Germania Ovest |     |
| 29 | 2'12"20 |                 | Novella Calligaris   | Rari Nantes Patavium 1905 | 1971           |                     | Bolzano, Italia               |     |
| 30 | 2'11"50 |                 | Novella Calligaris   | Rari Nantes Patavium 1905 | 1971           |                     | Roma, Italia                  |     |
| 31 | 2'11"20 |                 | Novella Calligaris   | Rari Nantes Patavium 1905 | 1972           |                     | Milano, Italia                |     |
| 32 | 2'07"43 |                 | Laura Bortolotti     | Fiorentina Nuoto          | 1975           |                     | Milano, Italia                |     |
| 33 | 2'07"17 |                 | Cinzia Savi Scarponi | Fiorentina Nuoto          | 1978           |                     | Chiavari, Italia              |     |
| 34 | 2'06"10 |                 | Roberta Felotti      | Fiorentina Nuoto          | 1979           |                     | Roma, Italia                  |     |
| 35 | 2'06"02 |                 | Roberta Felotti      | Fiorentina Nuoto          | 1979           |                     | Roma, Italia                  |     |
| 36 | 2'04"96 |                 | Roberta Felotti      | Nazionale                 | 1979           |                     | Spalato, Jugoslavia           |     |
| 37 | 2'04"28 |                 | Carla Lasi           | Fiorentina Nuoto          | 1982           |                     | Verona, Italia                |     |
| 38 | 2'03"48 |                 | Silvia Persi         | Fiorentina Nuoto          | 1984           |                     | Roma, Italia                  |     |
| 39 | 2'03"17 |                 | Silvia Persi         | Nazionale                 | 1984           |                     | Los Angeles, USA              |     |
| 40 | 2'02"36 |                 | Tanya Vannini        | Fiorentina Nuoto          | 1986           |                     | Città di Castello, Italia     |     |
| 41 | 2'01"12 |                 | Orietta Patron       | Gabbiano                  | 1987           |                     | Roma, Italia                  |     |
| 42 | 2'00"91 |                 | Sara Parise          | SSV Laives                | 2000           |                     | Monfalcone, Italia            |     |
| 43 | 2'00"07 |                 | Sara Parise          | Nazionale                 | 2000           | Giochi Olimpici     | Sydney, Australia             |     |
| 44 | 1'59"23 |                 | Federica Pellegrini  | DDS                       | 2004           |                     | Livorno, Italia               |     |
| 45 | 1'58"59 |                 | Federica Pellegrini  | DDS                       | 2004           |                     | Pesaro, Italia                |     |
| 46 | 1'58"59 |                 | Federica Pellegrini  | DDS                       | 2004           |                     | Livorno, Italia               |     |
| 47 | 1'58"22 |                 | Federica Pellegrini  | Nazionale                 | 2004           | Giochi Olimpici     | Atene, Grecia                 |     |
| 48 | 1'57"92 |                 | Federica Pellegrini  | DDS                       | 2005           |                     | Riccione, Italia              |     |
| 49 | 1'56"47 | Record mondiale | Federica Pellegrini  | Nazionale                 | 27 marzo 2007  | Campionati Mondiali | Melbourne, Australia          |     |
| 50 | 1'55"45 | Record mondiale | Federica Pellegrini  | Nazionale                 | 11 agosto 2008 | Giochi Olimpici     | Pechino, Cina                 |     |
| 51 | 1'54"82 | Record mondiale | Federica Pellegrini  | Nazionale                 | 13 agosto 2008 | Giochi Olimpici     | Pechino, Cina                 |     |
| 52 | 1'52"98 | Record mondiale | Federica Pellegrini  | Nazionale                 | 29 luglio 2009 | Campionati Mondiali | Roma, Italia                  |     |

Legenda: Ref - Referto della gara;
Record non ottenuti in finale: (b) - batteria; (sf) - semifinale; (s) - staffetta prima frazione.

## Vasca corta (25m)

### Uomini
| # | Tempo   | + | Atleta            | Squadra                 | Data             | Evento                       | Luogo             | Ref   |
| - | ------- | - | ----------------- | ----------------------- | ---------------- | ---------------------------- | ----------------- | ----- |
| 1 | 1'41"65 |   | Filippo Magnini   | Nazionale               | 13 dicembre 2009 | Campionati europei           | Istanbul, Turchia | [ 1 ] |
| 2 | 1'41"61 |   | Carlos D'Ambrosio | Fondazione M. Bentegodi | 31 marzo 2025    | Criteria Nazionali Giovanili | Riccione, Italia  |       |
|   |         |   |                   |                         |                  |                              |                   |       |